# Bola Tinubu
Bola Tinubu, född 29 mars 1952 i Lagos, är en nigeriansk politiker och affärsman. Han är sedan 29 maj 2023 Nigerias president.

## Biografi
Tinubu, som tillhör folkgruppen Yoruba, föddes i sydöstra Nigeria 1952. Under 1970-talet utbildade han sig till revisor i USA. När han återvände till Nigeria gick han först in i oljebranschen, för att sedan bli affärsman inom flera branscher. Han anses nu[när?] vara en av landets rikaste personer.  
Han inledde sin politiska karriär under 1990-talet, och måste leva i exil 1994–1998, då general Sani Abacha styrde landet. Han var Lagos guvernör 1999–2007, och hade därefter en central roll inom den nigerianska oppositionen. Han var en av förgrundsgestalterna för bildandet av All Progressives Congress (APC) 2013, som två år senare vann presidentvalet med Muhammadu Buhari. 

## Valet 2023
I valets första omgång fick Tinubu 8,8 miljoner röster, och besegrade därmed Atiku Abubakar från People's Democratic Party (6,9 miljoner röster) och Labour-kandidaten Peter Obi (6,1 miljoner röster). Eftersom Tinubu fått över 25 % av rösterna i minst 24 (av 36) delstater behövdes ingen andra valomgång.  
Närmare 90 miljoner nigerianer var röstberättigade, varav 27 % röstade i valet. 